# Florence Fulton Hobson
Florence Fulton Hobson (Monasterevin, Irlanda, 11 de febrero de 1881 - Crawfordsburn, Irlanda, 1 de noviembre de 1978) fue la primera arquitecta de Irlanda y la tercera mujer en obtener la licencia de Real Instituto de Arquitectos Británicos (RIBA).

## Primeros años
Florence Fulton Hobson nació en Monasterevin, Irlanda y creció en Belfast. Hija del matrimonio de Benjamin Hobson y la arqueóloga y sufragista, Mary Anne Bulmer. Su hermano menor, John Bulmer Hobson, fue una nacionalista irlandés miembro de los Voluntarios Irlandeses y de la Hermandad Republicana Irlandesa.
Estudió en la Escuela de Artes en Belfast. Trabajó como aprendiz en el estudio de James John Phillips y su hijo James St John Phillips entre los años 1899 a 1903. En 1904 se trasladó a Londres, donde trabajó como asistente de Guy Dawber y James Glen Sivewright Gibson.

## Trayectoria
En 1905 Fulton Hobson regresó a Belfast y fue ayudante temporal en el Departamento de Agrimensura de la Municipalidad de Belfast. Luego trabajó en la Comisión Real de Salud y Vivienda del mismo municipio desde 1907 hasta 1921. Como parte de este trabajo, ella viajó a Alemania y Suiza para estudiar las problemáticas sobre vivienda y las iniciativas aplicadas en estos países.
En 1911 fue la tercera mujer en obtener la licencia del Real Instituto de Arquitectos Británicos (RIBA) y la primera en Irlanda.
Estuvo involucrada en la construcción de diez alojamientos para trabajadores en Portadown (1905-06), una Iglesia Presbiteriana en la calle Grosvenor en Belfast (1905), una estación de desinfección (1907) y un matadero público (1909) que fue diseñado por el arquitecto Henry Albert Cutler.
Entre sus obras se encuentran las remodelaciones de la tienda de música de McCullough en la calle Howard en Belfast (1913) y de la residencia Ada McNeill en Glendun Logde en Cushendun (1914). En 1914-15 ella construyó su primera casa en Carnalea cerca de Belfast y en 1920-21 se agregaron dos casas más en el mismo sitio. Después de 1921 construyó otra casa en Carnalea y un bungalow en Killiney cerca de Dublin.
Ella publicó varios artículos en periódicos, tuvo dos artículos en The Queen. En 1913 dio la charla pública “Urbanismo y su Relación con la Salud Pública” en la Biblioteca Pública de Belfast sobre la ética de la planificación urbana, la legislación moderna y la vivienda social. En 1927 su obra fue publicada en el artículo  “Primeras Mujeres Arquitectas de Irlanda”.
Se retiró en 1936.
En 1948 se casó con el escritor William Forbes Patterson, 12 años menor que ella. La pareja vivió en Crawfordsburn. En 1978 Fulton Hobson, de 97 años de edad, falleció en Crawfordsburn.